# Broek (Hollande-Méridionale)
Pour les articles homonymes, voir Broek.
Broek est une ancienne commune néerlandaise de la province de la Hollande-Méridionale, située à l'ouest et au nord-ouest de la ville de Gouda.
On trouve plusieurs variantes du nom de la commune, énumérant l'ensemble des hameaux le constituant : Broek, Thuil en 't Weegje, Broek, Bloemendaal, Broekhuizen, Tuil en 't Weegje, Broek, Thuil en het Weegje, Bloemendaal, Broekhuizen, variantes souvent abrégées en Broek c.a.. Cependant le nom Broek est le nom officiel.
En 1798, les anciennes seigneuries de Broek, Thuil en 't Weegje furent érigées en communes, jusqu'en 1812 où elles furent rattachées à Gouda. Ce territoire a été démembré de Gouda le 1er avril 1817, et Broek fut de nouveau érigé en commune indépendante, rassemblant les hameaux de Broek, Thuil, 't Weegje, Broekhuizen et Bloemendaal.
En 1840, la commune de Broek comptait 260 maisons et 1 652 habitants, dont 62 à Broek, 81 à Broekhuizen, 1 383 à Bloemendaal et 126 à Thuil et 't Weegje réunis.
Le 1er juillet 1870, Broek fusionne avec Zuid-Waddinxveen et Noord-Waddinxveen, pour former la nouvelle commune de Waddinxveen. En 1964, à la suite de plusieurs corrections de frontières communales, Waddinxveen perd une partie de son territoire à Gouda, notamment Broek, Broekhuizen et Bloemendaal. En 2007, la province projette de faire passer également 't Weegje à la commune de Gouda.